# Stanley Schachter
Pour les articles homonymes, voir Schachter.
Stanley Schachter (15 avril 1922 - 7 juin 1997) est un psychologue américain, spécialiste de la psychologie sociale.
Il est connu pour sa théorie des émotions à deux facteurs (1962). Dans cette théorie, il affirme que les émotions ont deux composantes : l'activation physiologique et l'étiquetage cognitif.
Schachter a également publié un grand nombre de travaux sur les sujets de l'obésité, de la dynamique de groupe, de l'ordre de naissance.
Selon un classement de psychologues publié en 2002 par A Review of General Psychology, Schachter est le septième psychologue le plus cité du XXe siècle.

## Contributions en psychologie

### Théorie des émotions
Schachter a élaboré la théorie des émotions à deux facteurs (1962). Dans cette théorie, il affirme que les émotions ont deux composantes : l'activation physiologique et l'étiquetage cognitif. Quand une personne éprouve une émotion, l'activation physiologique se produit, et la personne cherche dans l'environnement des indices pour pouvoir étiqueter l'activation physiologique, c'est-à-dire pour pouvoir nommer l'émotion ressentie.
De cette théorie découle la notion de la fausse attribution.

## Ouvrages
- Social Pressures in Informal Groups, avec L. Festinger and K. Back, New York: Harpers, 1950.
- When Prophecy Fails, avec L. Festinger and H. Riecken, Minneapolis: University of Minnesota Press, 1956.
- The Psychology of Affiliation. Stanford: Stanford University Press, 1959.
- Emotion, Obesity and Crime. New York: Academic, 1971.
- Obese Humans and Rats, avec J. Rodin, Hillsdale, NJ.: Erlbaum, 1974.